# Oetophorus clavatus
Oetophorus clavatus är en stekelart som beskrevs av Barron 1997. Oetophorus clavatus ingår i släktet Oetophorus och familjen brokparasitsteklar. Inga underarter finns listade i Catalogue of Life.